# Alina Stănculescu
Alina Georgiana Stănculescu, cunoscută ca Alina Stănculescu, (născută la 23 aprilie 1990, București) este o fostă gimnastă română de talie mondială, actuală componentă a lotului lărgit de gimnastică feminină a României la Jocurile Olimpice din anul 2008, care s-a desfășurat în China între 8 august și 31 august 2008, dar nu a participat.